# Straumen, Trøndelag
Straumen este o localitate din comuna Inderøy, provincia Trøndelag, Norvegia, cu o suprafață de 1,34 km² și o populație de 1.586 locuitori (2013).